# Вустерський музей мистецтв
Вустерський музей мистецтв (англ. Worcester Art Museum) — художній музей в місті Вустер (США). Друга за розмірами після Бостонського художнього музею колекція образотворчого мистецтва в штаті Массачусетс та всієї Новій Англії.

## Історія музею
Музей було засновано 1896 року з ініціативи місцевого підприємця Стівена Солсбері, який пожертвував земельну ділянку на спорудження будівлі, та деяких його друзів. 1898 року музей відкрився для відвідувачів у новозбудованому приміщенні. Спочатку зібрання переважно складалося з гіпсових копій античної та середньовічної скульптури, а також колекції японської гравюри (5000 примірників). 1905 року після смерті Солсбері фонди музею поповнилися його приватною колекцією, яка включала переважно американський живопис.
Згодом Вустерський музей значно поповнив свої колекції завдяки продуманій фондовій політиці. Це був перший музей в США, де з'явилися полотна Моне та Гогена. В 1930-і роки поряд з Лувром, Дамбартон-Окс, Балтиморським музеєм мистецтв та Принстонським університетом Вустерський музей став одним з організаторів розкопок стародавньої Антіохії, завдяки чому в його колекцію надійшло декілька мозаїк. Тоді ж була придбана та перевезена до США ціла каплиця бенедиктинського абатства Сен-Жан поблизу Пуатьє в Франції, побудована в XII столітті.
1972 року з музею було викрадено дві роботи Гогена, а також картини Пікассо та Рембрандта, проте злодіїв та вкрадені картини було знайдено, й всі вкрадені твори мистецтва повернулися в експозицію.

## Зібрання музею
Нині у фондах музею, крім античної мозаїки та скульптури, найповніше представлене мистецтво імпресіоністів та постімпресіоністів, зокрема твори таких митциів, як:
- Клод Моне,
- П'єр-Огюст Ренуар,
- Поль Ґоґен,
- Поль Сезанн,
- Вінсент ван Гог,
- Пабло Пікассо.

З більш раннього живопису музей має твори Ель Греко та Рембрандта.
Американський живопис представлений, зокрема, роботами Гілберта Стюарта, Коула, Гомера, Сарджента, Беллоуза.
Живопис XX століття представлений зокрема Кандінським, Клайном та Поллоком.
Також зберігається велика колекція японської гравюри.

## Галерея

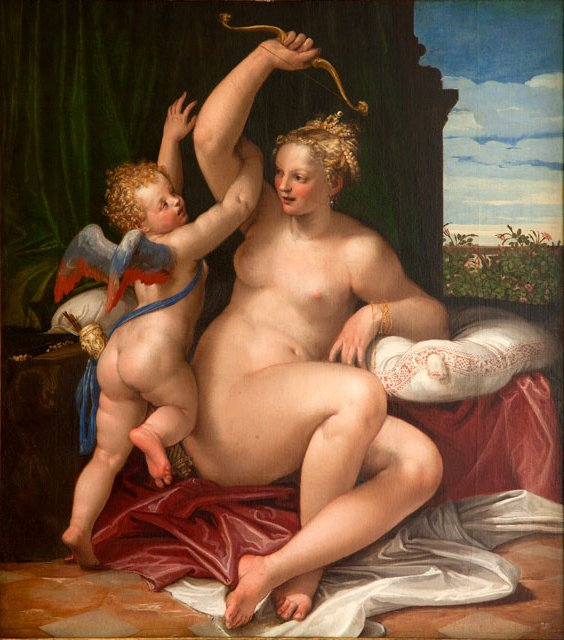
Паоло Веронезе, Венера озброює Купідона, бл. 1560
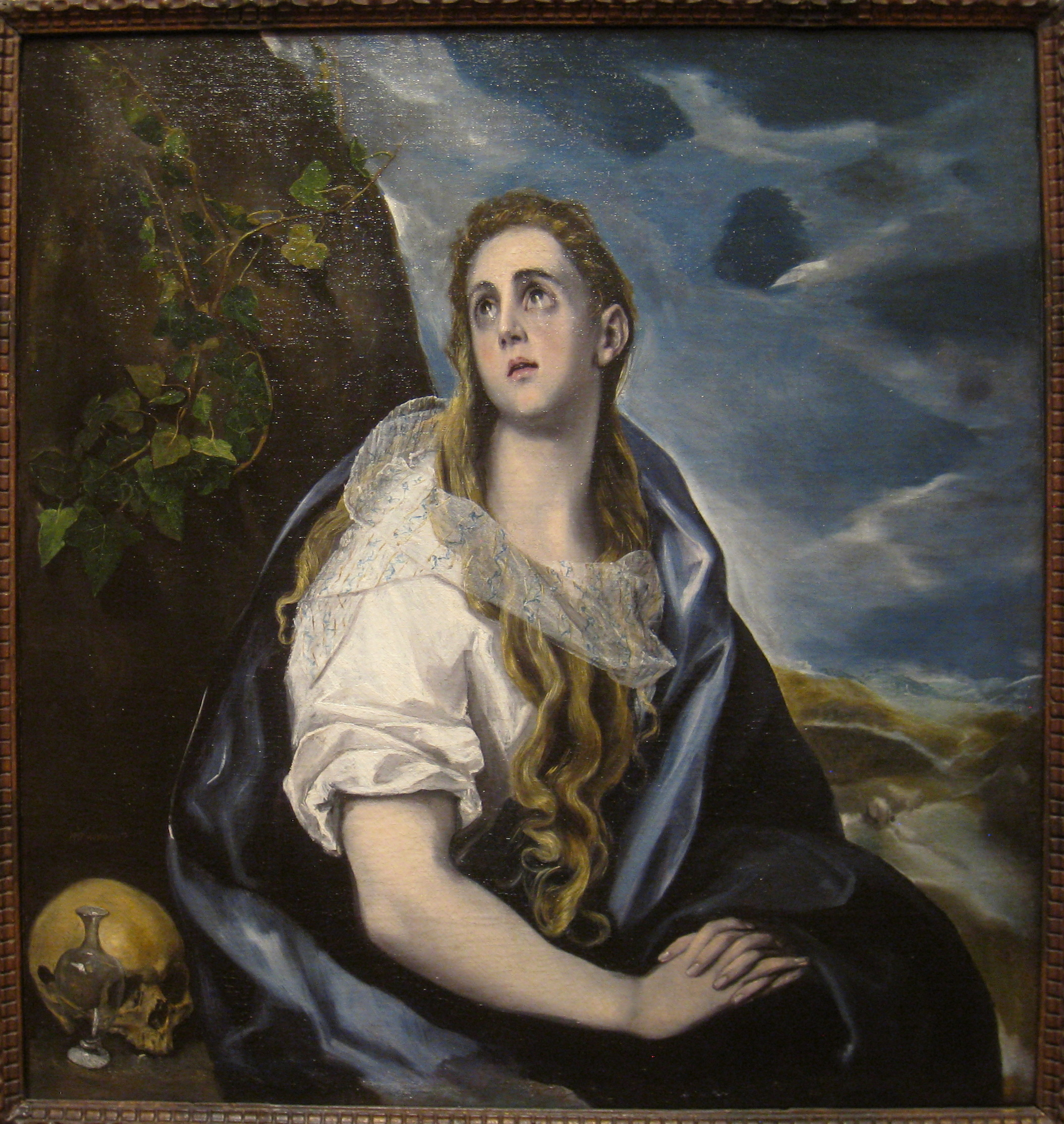
Ель Греко, Марія Магдалина, бл. 1577
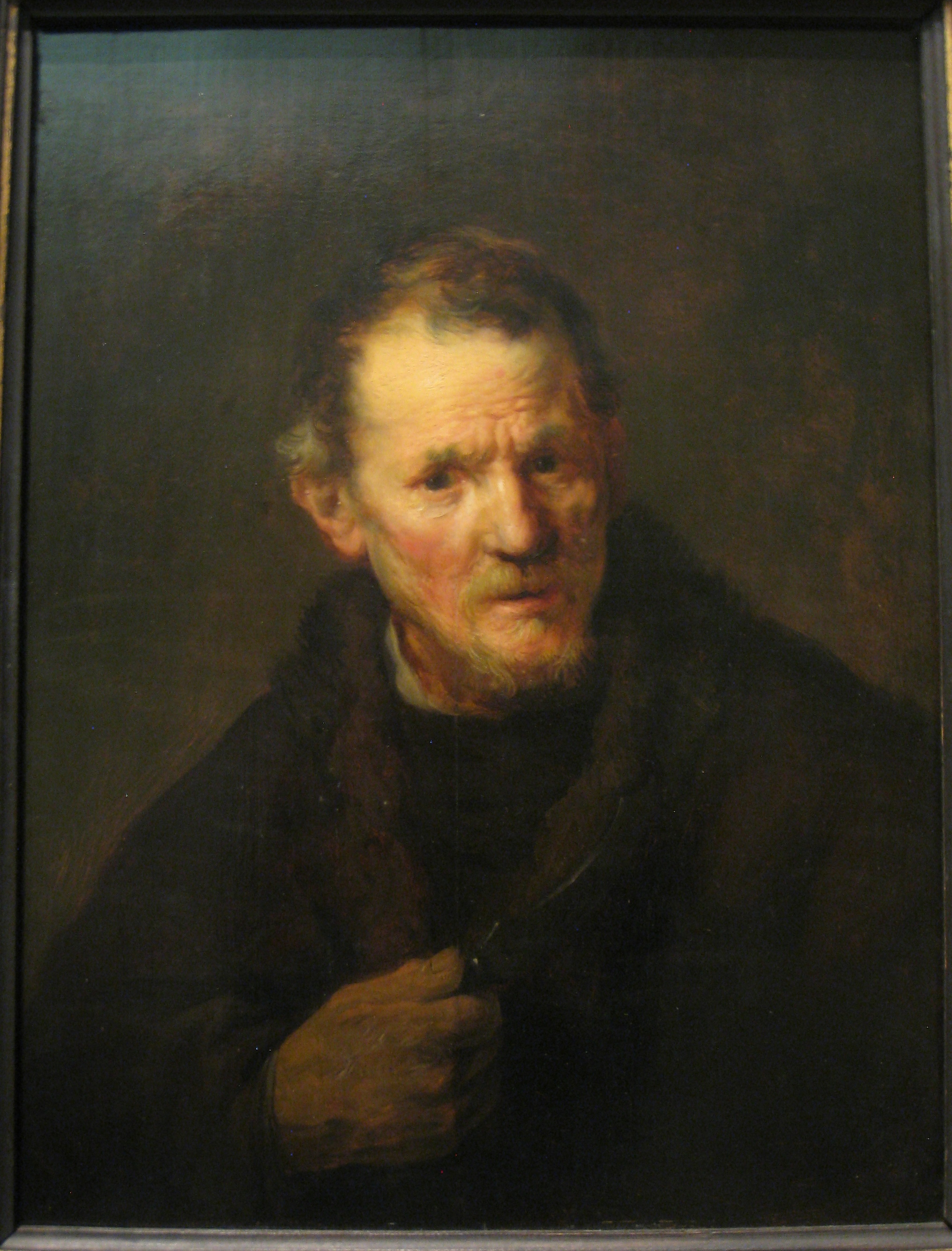
Рембрандт, Святий Варфоломій, 1633
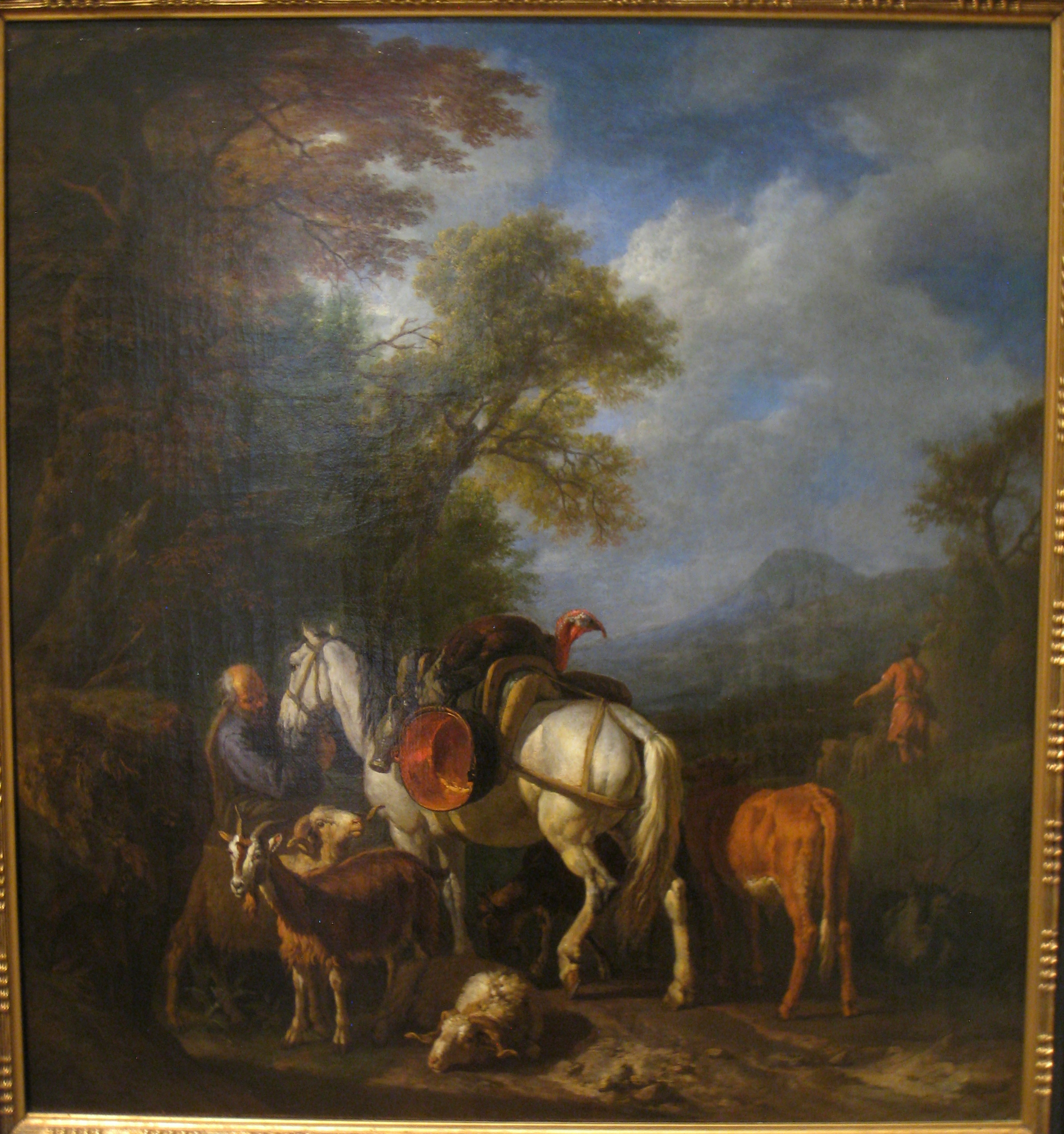
Пітер ван Блумен, Привал, 1694
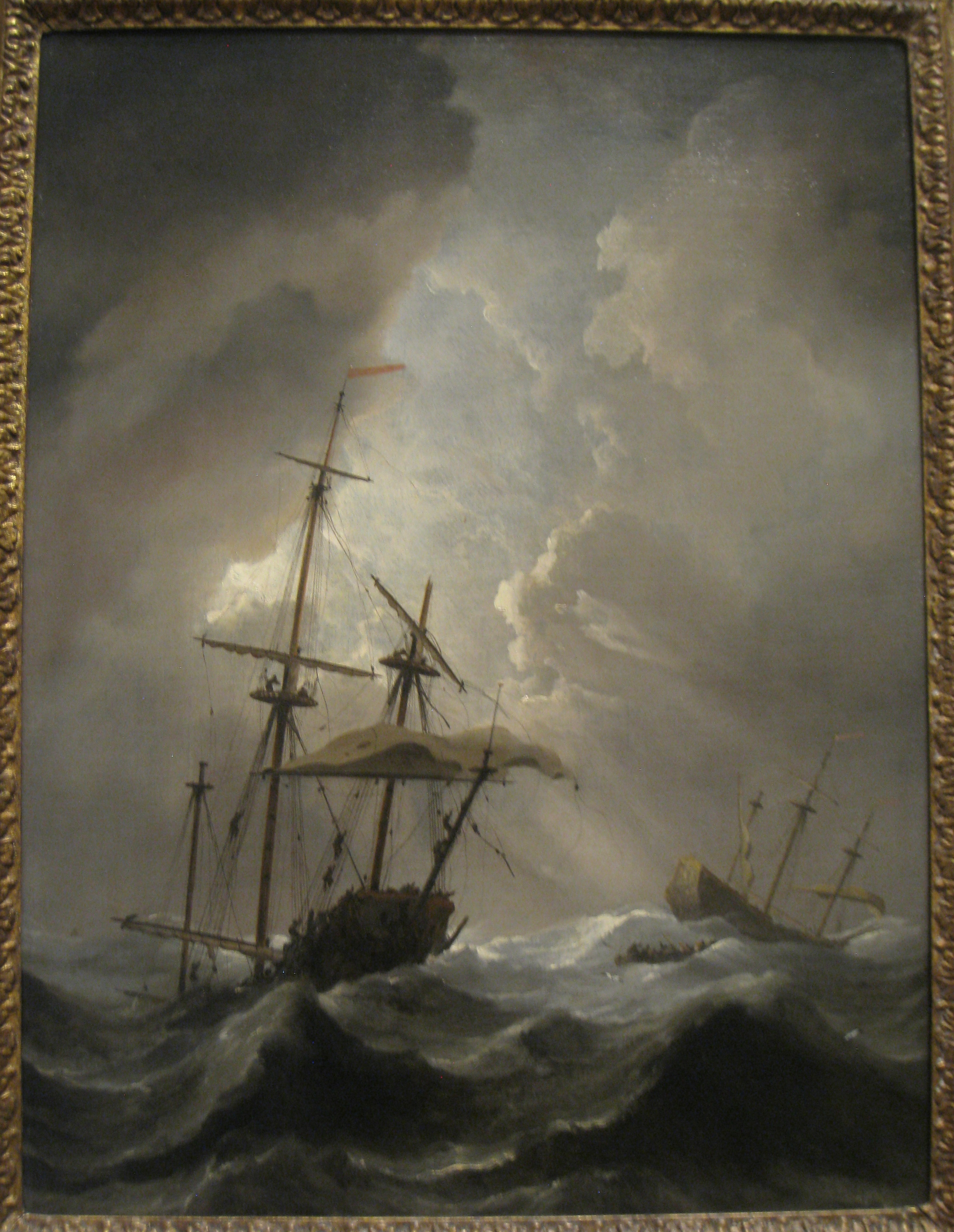
Віллем ван дер Вельде молодший, Шторм на морі
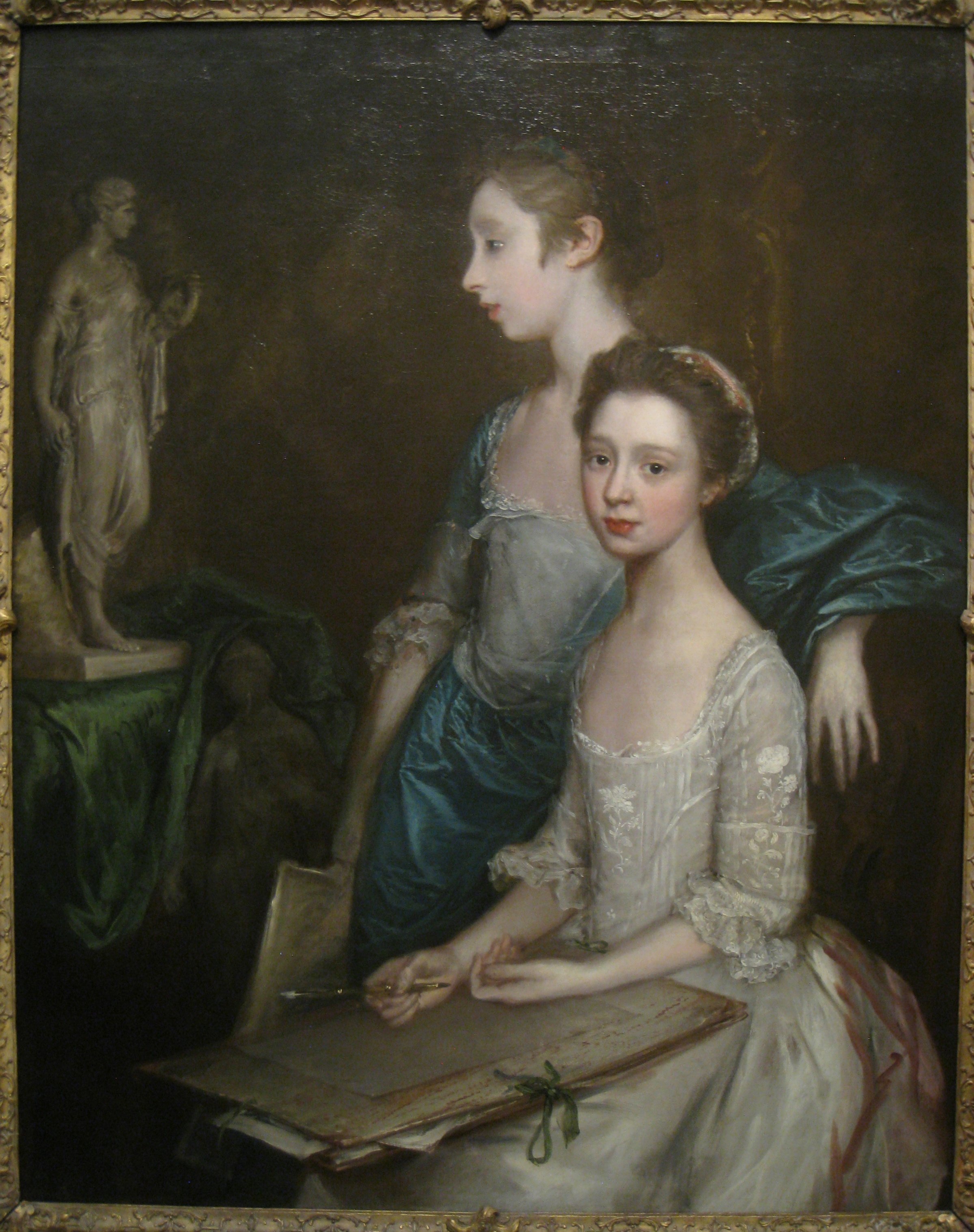
Томас Гейнсборо, Портрет дочок художника, 1760-і
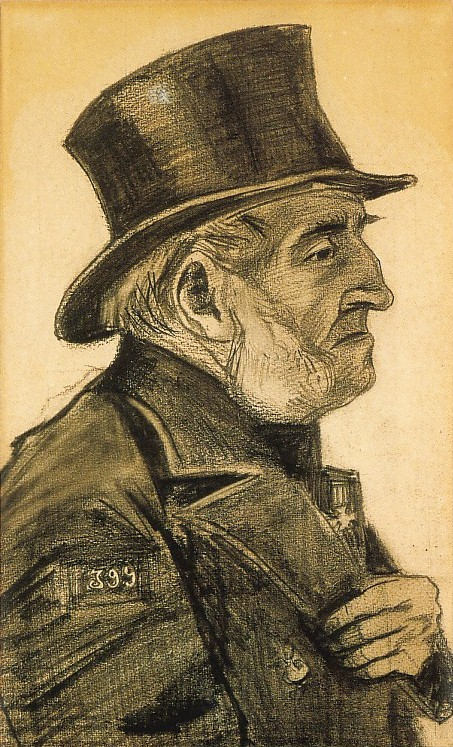
Вінсент ван Гог, Самотній чоловік в капелюсі
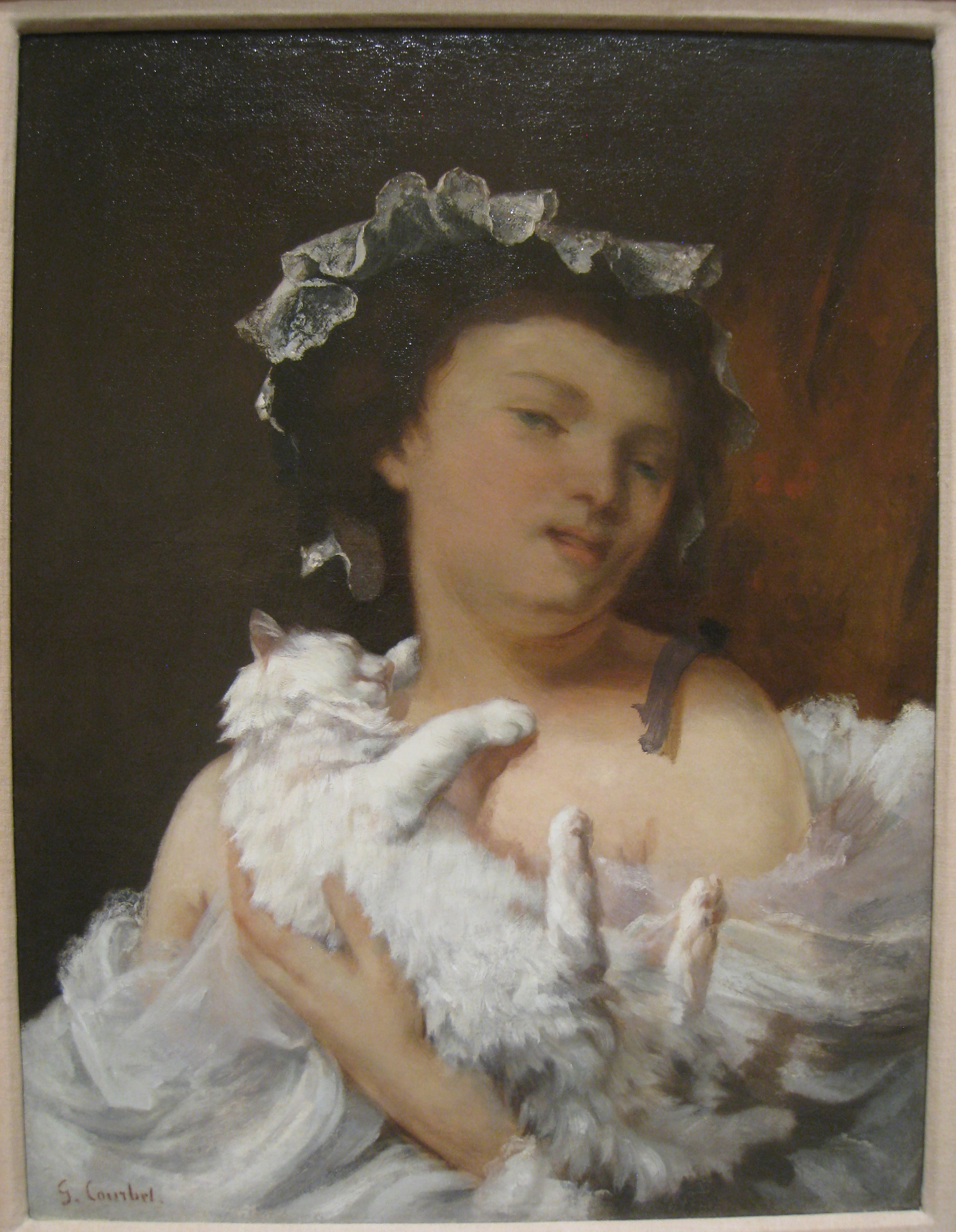
Гюстав Курбе, Жінка з котом, 1877
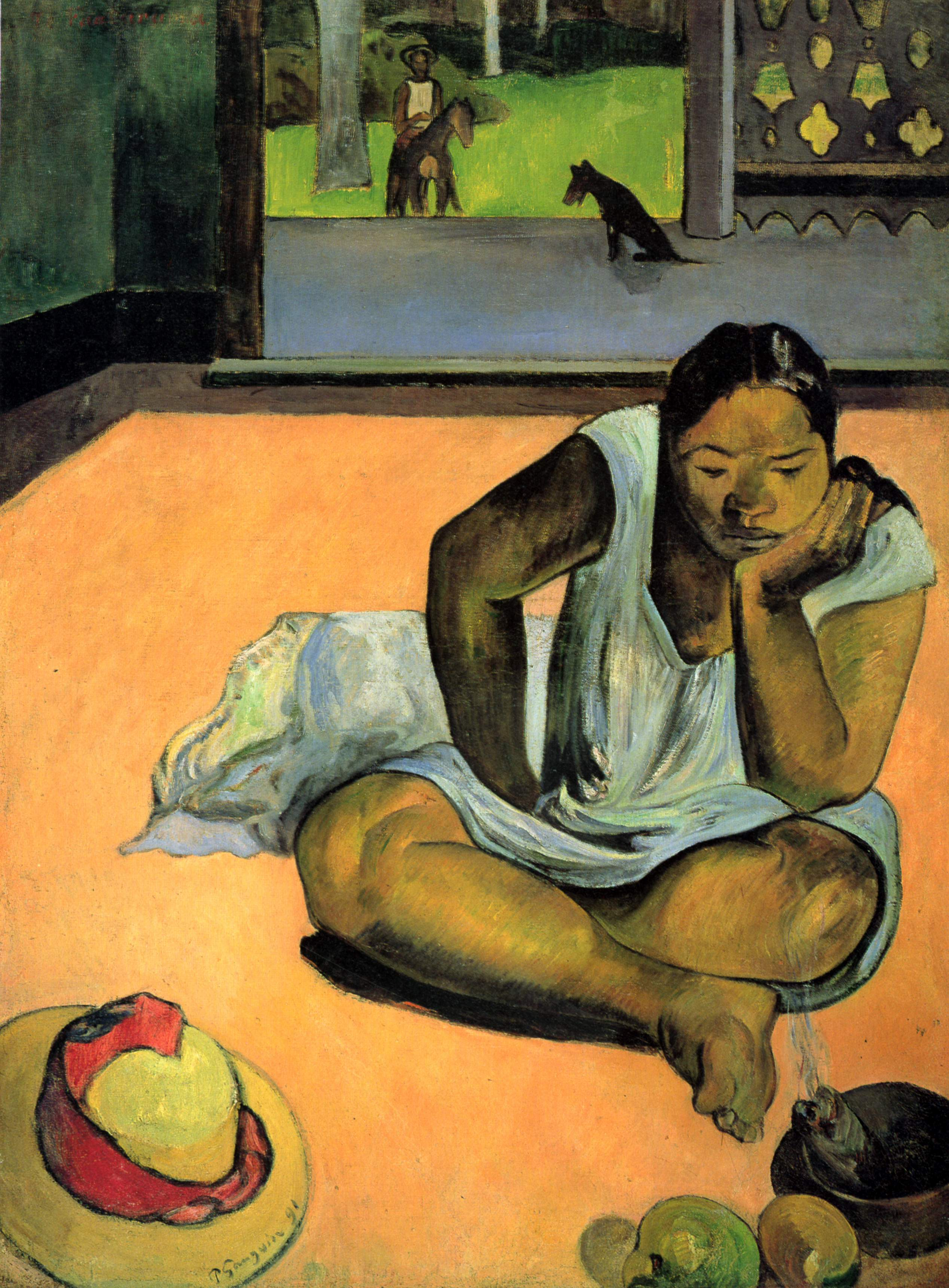
Поль Гоген, Ображена, 1891
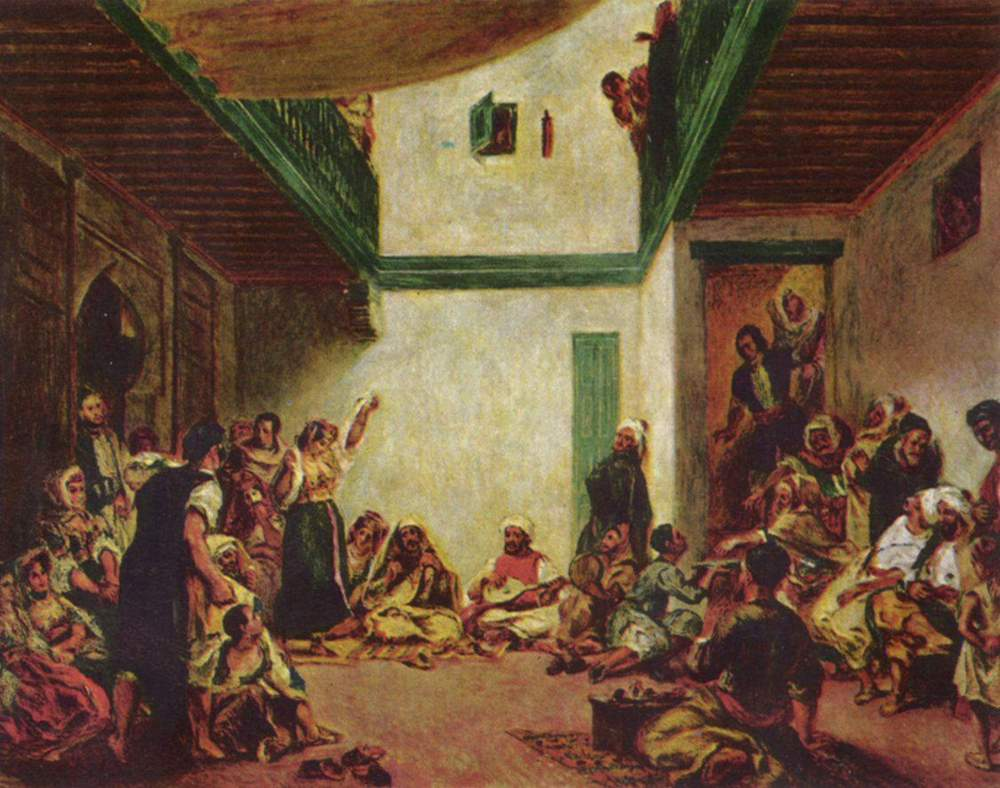
П'єр-Огюст Ренуар, Єврейське весілля, 1880-1890
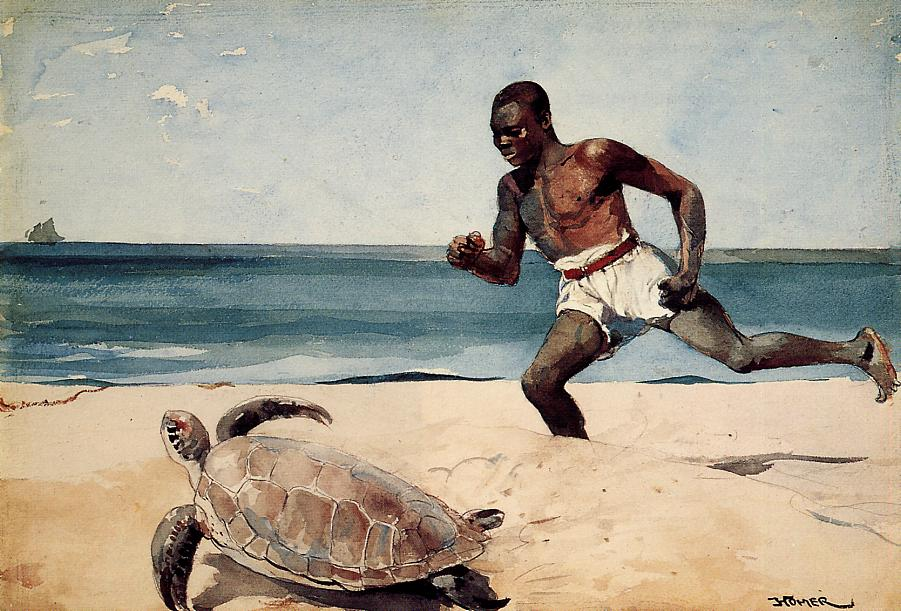
Вінслов Гомер, Рам-Кі, 1898-1899
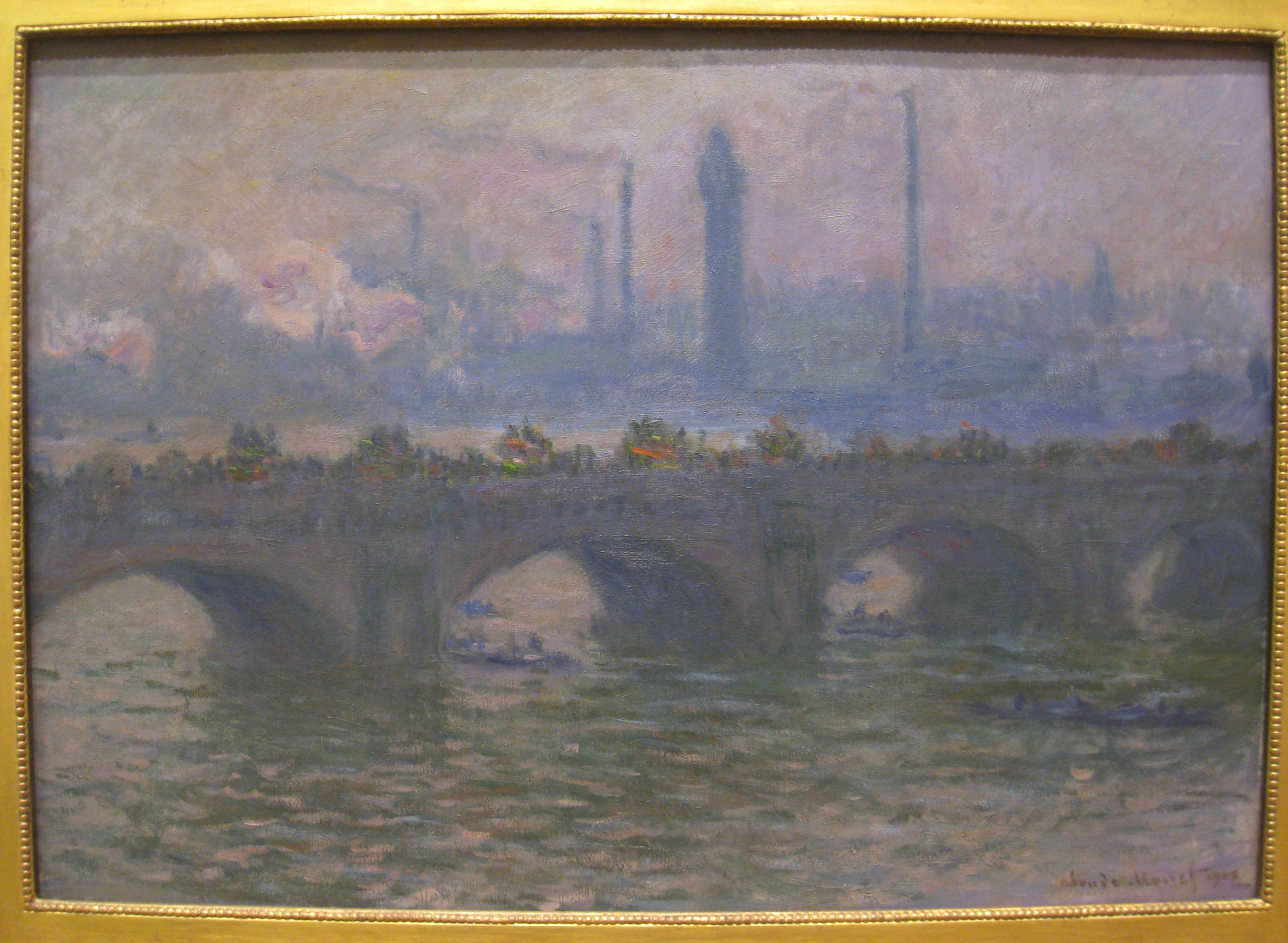
Клод Моне, Міст Ватерлоо, 1903